# Pierre Curillon
Pour les articles homonymes, voir Curillon.
Pierre Curillon, né le 6 mars 1866 à Tournus (Saône-et-Loire) et mort le 2 mars 1954 à La Jumellière (Maine-et-Loire), est un sculpteur français.

## Biographie
Pierre Curillon est né le 6 mars 1866 à Tournus, rue de la Boîterie dans le quartier de la Madeleine, au sein d'une famille tournusienne de maîtres entrepreneurs et tailleurs de pierre. Ses parents sont Pierre Curillon et Jeanne Vallière. Il eut un frère de neuf ans plus jeune que lui, François (1875-1922), dit Francisque, qu'il initiera plus tard au métier de sculpteur.
Il s'initie dans sa jeunesse à la taille de la pierre dans les carrières locales. Vers 1878, il travaille aux chantiers de Jaugeon (pierre de Chardonnay)[C'est-à-dire ?] puis aux chantiers de Perret dans les carrières de Lacrost). Il donne ses premiers coups de ciseaux pour tailler les pierres des écoles communales de Tournus. 
Jean Martin, alors conservateur du musée de Tournus, lui donne ses premières leçons de dessin et le pousse à continuer dans cette voie. Il est élève au cours de dessin des écoles de Tournus.
Il poursuit ses études à l’École des beaux-arts de Lyon. De 1886 à 1890, il y étudie sous la direction de Charles Dufraine avec l'aide du conseil général et de la Société des amis des arts de Tournus. Il y réalise deux sculptures aujourd’hui conservées à l'Hôtel-Dieu de Tournus : Saint-Sébastien et Virgile.
En 1890, il se rend à Paris et débute au Salon des artistes français en 1892, salon auquel il participera jusqu'en 1942, y obtenant en 1896 une mention honorable, en 1899, une médaille de 3e classe, en 1900, une médaille de 2e classe et en 1908 une médaille de 1re classe. 
En 1896, il vit à Vanves, au no 31 de la rue Larmeroux. L’année suivante, il vit toujours à Vanves, mais au no 48 de la rue de la Santé. Il y réside toujours en 1901, en 1904, en 1905. Il habite à Paris, au no 82 de la rue de la Tombe-Issoire, en 1908 et 1911.
Il devient un statuaire renommé dont le travail est distingué par une médaille d’or au Salon des artistes français en 1908 pour son groupe en marbre La Piété filiale, œuvre acquise par l'État et conservée à Paris au Petit Palais.
En 1894, il épouse Adèle Madesclaire, dont il a un fils, Jean. Il se remarie en 1940 avec Madeleine Delalande, à Paris.
Pierre Curillon est mort le 2 mars 1954 à La Jumellière (Maine-et-Loire).

## Son œuvre
Ses activités multiples vont de la décoration de monuments civils et religieux, comme celle des trois églises évangéliques du Bon Secours à Paris[réf. nécessaire], de Fontainebleau et d’Argenteuil, à la restauration d’œuvres anciennes. Il contribue aussi à l’édification de nombreux monuments aux morts réalisés entre 1919 et 1925, notamment ceux de Paray-le-Monial, de Lugny, de Givry, de Cuisery, de Saint-Désert et de Palinges en Saône-et-Loire. Il réalise aussi le Monument du Centenaire de 1814, érigé dans le jardin public de l’abbaye à Tournus.
Parmi les œuvres les plus célèbres de l'artiste figure La Piété filiale, sculpture de marbre qui valut à l'artiste la médaille d'or au Salon des artistes français de 1908. Ce groupe, qui s'inscrit dans la statuaire de l'époque (empreinte de patriotisme et de devoir familial), représente un fils soutenant son père âgé et fatigué. Pierre Curillon avait présenté le modèle en plâtre de cette sculpture au Salon des artistes français de 1902. Par arrêté du 9 juillet 1908, une subvention de 6 000 francs fut accordée à la Ville de Paris pour lui permettre l'acquisition du groupe pour le Petit Palais. De son côté, le 23 octobre 1909, le conseil municipal vota la somme de 100 francs-or pour permettre le transport de l'œuvre de Paris à Tournus et y être exposé (le plâtre étant donné par l'artiste à la ville en 1910). Restauré en 2009 à l'initiative de la DRAC de Bourgogne, le groupe est conservé à l'Hôtel-Dieu de Tournus.

## Œuvres
- La Patrie, 1892 ;
- La Liseuse, 1894 ;
- Victime du Devoir, 1896 ;
- Le Bûcheron, 1899 ;
- Le Découragement, 1900 ;
- Cambacérès, 1904 ;
- Piété filiale, 1908 ;
- Chalon-sur-Saône, Monument commémoratif de la mort du docteur Émile Mauchamp, 1910 ;
- Le Frisson de la Vague, 1912 ;
- Hésitation, 1914 ;
- Le Bon Berger, 1914 ;
- Paray-le-Monial, monument aux morts[10] ;
- Lugny, poilu du monument aux morts[11] ;
- Givry, poilu du monument aux morts[12] ;
- Cuisery, monument aux morts.
- Savigny-en-Revermont, monument aux morts, 1922.